# Pseudoselago candida
Pseudoselago candida är en flenörtsväxtart som beskrevs av O.M. Hilliard. Pseudoselago candida ingår i släktet Pseudoselago och familjen flenörtsväxter. Inga underarter finns listade i Catalogue of Life.